# Attilloncourt
Attilloncourt là một xã trong vùng Grand Est, thuộc tỉnh Moselle, quận Château-Salins, tổng Château-Salins. Tọa độ địa lý của xã là 48° 47' vĩ độ bắc, 06° 22' kinh độ đông. Attilloncourt nằm trên độ cao trung bình là 200 mét trên mực nước biển, có điểm thấp nhất là 195 mét và điểm cao nhất là 293 mét. Xã có diện tích 3,37 km², dân số vào thời điểm 2004 là 93 người; mật độ dân số là 27,4 người/km².

## Thông tin nhân khẩu
| 1962 | 1968 | 1975 | 1982 | 1990 | 1999 |
| ---- | ---- | ---- | ---- | ---- | ---- |
| 106  | 113  | 117  | 92   | 96   | 94   |